# Primera División 1937 (Uruguay)
Het seizoen 1937 van de Primera División was het 34e seizoen van de hoogste Uruguayaanse voetbalcompetitie.

## Teams
Er namen tien ploegen deel aan de Primera División tijdens het seizoen 1937. Dit waren dezelfde ploegen als vorig seizoen; er degradeerden geen clubs naar de Divisional Intermedia en uit die competitie promoveerden ook geen clubs.
| Club                      | Stad       | Stadion                              | Vorig seizoen |
| ------------------------- | ---------- | ------------------------------------ | ------------- |
| CA Bella Vista            | Montevideo | Parque José Nasazzi                  | 8e            |
| Central FC                | Montevideo | Estadio Parque Palermo               | 6e            |
| CA Defensor               | Montevideo | Parque Rodó                          | 9e            |
| Montevideo Wanderers FC   | Montevideo | Estadio Parque Alfredo Víctor Viera  | 5e            |
| Club Nacional de Football | Montevideo | Estadio Centenario                   | 2e            |
| CA Peñarol                | Montevideo | Estadio Centenario                   | 1e            |
| Racing Club de Montevideo | Montevideo | Cancha Reducto                       | 10e           |
| Rampla Juniors FC         | Montevideo | Parque Nelson                        | 3e            |
| CA River Plate            | Montevideo | Estadio Parque Federico Omar Saroldi | 4e            |
| IA Sud América            | Montevideo | Estadio Parque Carlos Ángel Fossa    | 7e            |

## Competitie-opzet
Alle clubs speelden tweemaal tegen elkaar. De ploeg met de meeste punten werd kampioen. Voor het eerst sinds de invoering van het profvoetbal in Uruguay was er degradatie mogelijk vanuit de Primera División. De nummer tien moest een barragewedstrijd spelen tegen Racing Club de Montevideo (de nummer tien van vorig seizoen). De verliezer van die wedstrijd speelde in de nacompetitie tegen de kampioen van de Divisional Intermedia met een plekje in de Primera División van volgend seizoen als inzet.

### Kwalificatie voor internationale toernooien
De winnaar van de competitie plaatste zich voor de Copa Ricardo Aldao (afgekort tot Copa Aldao). Deze beker werd betwist tussen de landskampioenen van Argentinië en Uruguay om zo te bepalen wie zich de beste Rioplatensische ploeg zou mogen noemen.

### Torneo de Honor
Voorafgaand aan het seizoen werd het Torneo de Honor gespeeld tussen de ploegen in de Primera División. Dit toernooi werd gewonnen door Montevideo Wanderers FC.

### Eerste seizoenshelft
Titelhouder CA Peñarol verloor de eerste wedstrijd van de competitie tegen CA Bella Vista. Ook hun rivaal Club Nacional de Football leed in de eerste duels puntenverlies: zowel tegen Montevideo Wanderers als tegen CA Defensor speelden ze gelijk. Omdat geen enkele ploeg de competitie begon met drie overwinningen, stonden Nacional en Peñarol na drie duels toch op een gedeelde eerste plek, samen met Bella Vista en Rampla Juniors FC.
De daaropvolgende drie wedstrijden behaalden Nacional en Peñarol als enige de volle buit. Zo deelden deze 'grote twee' na zes duels de koppositie, met drie punten meer dan Rampla Juniors en CA River Plate. De wedstrijd daarna verloor Peñarol voor de tweede keer (van Montevideo Wanderers), maar Nacional profiteerde daar slechts gedeeltelijk van; het 2–2 gelijkspel tegen IA Sud América was wel voldoende om de koppositie nu alleen te bezetten. Op 22 augustus troffen beide clubs elkaar voor de eerste keer. Nacional verdedigde hun leidende positie met succes, de rivalen speelden met 2–2 gelijk en deelden dus de punten. In de laatste wedstrijd van de eerste seizoenshelft wonnen beide clubs. Nacional ging halverwege de competitie ongeslagen aan de leiding (veertien punten). Peñarol volgde op één punt achterstand en River Plate bezette met tien punten de derde plek. De laatste plaats werd gedeeld door voor Bella Vista (dat na de derde speelronde niet meer had weten te winnen) en  Racing Club de Montevideo (de rode lantaarn van vorig seizoen).

### Tweede seizoenshelft
Koploper Nacional opende de tweede seizoenshelft met winst op River Plate, waardoor het verschil tussen de top-twee en de rest groeide. De volgende wedstrijd speelden ze echter - voor de tweede maal dit seizoen - gelijk tegen Montevideo Wanderers. Dit gaf Peñarol de kans om weer op gelijke hoogte te komen. Racing was tijdens deze wedstrijden ongeslagen gebleven, waardoor Bella Vista (twee nederlagen) alleen de laatste plek bezette.
Een speelronde later moest Peñarol door verlies tegen Rampla Juniors weer in de achtervolging op Nacional. De twee daaropvolgende duels bleef het status quo tussen deze twee clubs. Ook Bella Vista wist in die speelrondes te winnen, waardoor de laatste plaats nu overging naar Defensor, dat in de tweede seizoenshelft nog geen punt had gepakt.
In de vijftiende speelronde boekten Nacional en Peñarol allebei een 5–1 overwinning. Hierdoor was het officieel onmogelijk geworden dat een andere club landskampioen zou worden. Nadat beide clubs ook de ronde daarop allebei wonnen, kon de titelstrijd op 12 december worden beslist. Als Nacional won van Peñarol waren ze kampioen, maar het omgekeerde gebeurde: de Aurinegros versloegen de Tricolores met 4–0 en kwamen in de stand op gelijke hoogte. Tijdens diezelfde speelronde verloor Defensor voor de achtste keer op rij. Hierdoor konden ze de laatste plaats niet meer ontlopen.
Tijdens laatste wedstrijden van het seizoen won Peñarol met 5–0 van de nummer drie, River Plate. Daardoor kon Montevideo Wanderers nog River Plate inhalen in de stand. Belangrijker voor de titelstrijd was echter het 1–1 gelijkspel tussen Nacional en Bella Vista. Dit betekende dat Peñarol voor de derde maal op rij kampioen van Uruguay werd. Het was hun dertiende titel in totaal, evenveel als Nacional. Wanderers pakte de derde plaats voor River Plate en Rampla Juniors completeerde het linkerrijtje.

### Eindstand
|     | Club                      | Sp. | W  | G | V  | Pnt. | DV | DT | DS  |
| --- | ------------------------- | --- | -- | - | -- | ---- | -- | -- | --- |
| 01. | CA Peñarol                | 18  | 14 | 1 | 3  | 29   | 53 | 18 | +35 |
| 2.  | Club Nacional de Football | 18  | 11 | 6 | 1  | 28   | 35 | 19 | +16 |
| 3.  | Montevideo Wanderers FC   | 18  | 9  | 3 | 6  | 21   | 33 | 22 | +11 |
| 4.  | CA River Plate            | 18  | 8  | 4 | 6  | 20   | 36 | 35 | +1  |
| 5.  | Rampla Juniors FC         | 18  | 6  | 6 | 6  | 18   | 34 | 32 | +2  |
| 6.  | Central FC                | 18  | 5  | 4 | 9  | 14   | 29 | 37 | –8  |
| 7.  | Racing Club de Montevideo | 18  | 5  | 4 | 9  | 14   | 25 | 38 | –13 |
| 8.  | CA Bella Vista            | 18  | 4  | 5 | 9  | 13   | 29 | 36 | –7  |
| 9.  | IA Sud América            | 18  | 4  | 5 | 9  | 13   | 24 | 37 | –13 |
| 10. | CA Defensor               | 18  | 4  | 2 | 12 | 10   | 30 | 54 | –24 |

### Legenda
| Kleur | Kwalificatie voor                                          |
| ----- | ---------------------------------------------------------- |
|       | Copa Aldao 1937                                            |
|       | Play-offs tegen degradatie naar Divisional Intermedia 1938 |

| Winnaar Primera División 1937 |
| ----------------------------- |
| CA Peñarol 13e titel          |

### Play-offs
De rode lantaarn van vorig seizoen (Racing Club de Montevideo) en die van dit seizoen (CA Defensor) speelden een barragewedstrijd om behoud in de Primera División te verzekeren. De verliezer van die wedstrijd moest het opnemen tegen Liverpool FC, de kampioen van de Divisional Intermedia, om deelname aan de Primera División van vorig seizoen.
|  | Play-off                  | Play-off |  |  | Promotie/degradatieplay-offs | Promotie/degradatieplay-offs | Promotie/degradatieplay-offs | Promotie/degradatieplay-offs |
|  |                           |          |  |  |                              |                              |                              |                              |
|  |                           |          |  |  |                              |                              |                              |                              |
|  | CA Defensor               | 4        |  |  |                              |                              |                              |                              |
|  | Racing Club de Montevideo | 1        |  |  |                              |                              |                              |                              |
|  |                           |          |  |  |                              |                              |                              |                              |
|  |                           |          |  |  | Liverpool FC                 | 4                            | 1                            | 1                            |
|  |                           |          |  |  | Racing Club de Montevideo    | 1                            | 4                            | 0                            |
|  |                           |          |  |  |                              |                              |                              |                              |

#### Play-off
|              |             |       |                           |            |
| Play-offduel | CA Defensor | 4 - 1 | Racing Club de Montevideo | Montevideo |
| Play-offduel |             |       |                           | Montevideo |

CA Defensor handhaaft zich in de Primera División. Racing Club de Montevideo plaatst zich voor de promotie/degradatieplay-offs.

#### Promotie/degradatieplay-offs
De promotie/degradatieplay-offs tussen Racing en Liverpool werden gespeeld over twee wedstrijden. Indien beide ploegen eenmaal wonnen (of beide duels eindigden gelijk), dan werd er een beslissingsduel gespeeld.
|          |              |       |                           |            |
| Heenduel | Liverpool FC | 4 - 1 | Racing Club de Montevideo | Montevideo |
| Heenduel |              |       |                           | Montevideo |

|           |                           |       |              |            |
| Terugduel | Racing Club de Montevideo | 4 - 1 | Liverpool FC | Montevideo |
| Terugduel |                           |       |              | Montevideo |

2–2 op basis van wedstrijdpunten, een beslissingsduel moest worden gespeeld.
|                 |              |       |                           |            |
| Beslissingsduel | Liverpool FC | 1 - 0 | Racing Club de Montevideo | Montevideo |
| Beslissingsduel |              |       |                           | Montevideo |

Liverpool FC promoveert naar de Primera División. Racing Club de Montevideo mocht in de Primera División blijven.

#### Topscorers
De topscorerstitel ging naar de Argentijn Horacio Tellechea van landskampioen CA Peñarol die zestien doelpunten maakte. Hij was de eerste buitenlander die topscorer van de Primera División werd sinds de invoering van het profvoetbal.
| №  | Speler            | Club       | Goals |
| -- | ----------------- | ---------- | ----- |
| 1. | Horacio Tellechea | CA Peñarol | 16    |

1900 · 1901 · 1902 · 1903 · 1904 · 1905 · 1906 · 1907 · 1908 · 1909 · 1910 · 1911 · 1912 · 1913 · 1914 · 1915 · 1916 · 1917 · 1918 · 1919 · 1920 · 1921 · 1922 · 1923 · 1924 · 1925 · 1926 · 1927 · 1928 · 1929 · 1930 · 1931 · 1932 · 1933 · 1934 · 1935 · 1936 · 1937 · 1938 · 1939 · 1940 · 1941 · 1942 · 1943 · 1944 · 1945 · 1946 · 1947 · 1948 · 1949 · 1950 · 1951 · 1952 · 1953 · 1954 · 1955 · 1956 · 1957 · 1958 · 1959 · 1960 · 1961 · 1962 · 1963 · 1964 · 1965 · 1966 · 1967 · 1968 · 1969 · 1970 · 1971 · 1972 · 1973 · 1974 · 1975 · 1976 · 1977 · 1978 · 1979 · 1980 · 1981 · 1982 · 1983 · 1984 · 1985 · 1986 · 1987 · 1988 · 1989 · 1990 · 1991 · 1992 · 1993 · 1994 · 1995 · 1996 · 1997 · 1998 · 1999 · 2000 · 2001 · 2002 · 2003 ·  2004 · 2005 · 2005/06 · 2006/07 · 2007/08 · 2008/09 · 2009/10 · 2010/11 ·  2011/12 · 2012/13 · 2013/14 · 2014/15 · 2015/16 · 2016 · 2017 · 2018 · 2019 · 2020 · 2021 · 2022 · 2023